# Claude Gilliot
Pour les articles homonymes, voir Gilliot.
Claude Gilliot, né le 6 janvier 1940 à Guemps (Pas-de-Calais) et mort le 15 mars 2025 à Aix-en-Provence (Bouches-du-Rhône), est un religieux dominicain français, professeur émérite en islamologie et langue arabe, spécialiste de la formation du Coran.

## Biographie

### Enfance et jeunesse
Claude Gilliot grandit au village de Guemps, dans un milieu campagnard.
Il entre au noviciat des dominicains au début des années 1960. Il fait profession solennelle et est ordonné prêtre en 1968 au couvent du Saulchoir. Il y reçoit les cours du père Marie-Dominique Chenu. Il part ensuite dans les couvents dominicains de Beyrouth, Jérusalem, puis au Caire.

### Études
Il étudie d'abord l'allemand et la sociologie, avant de se consacrer entièrement aux études orientales. Il aborde d'abord l'islamologie avec une sensibilité sociologique puis s’oriente vers une étude linguistique, exégétique.
Agrégé d’arabe en 1979, il est titulaire de deux doctorats, dont en 1987 un doctorat d’État intitulé Aspects de l’imaginaire islamique commun dans le Commentaire de Tabari, sous la direction de l'islamologue et philosophe algérien Mohammed Arkoun.
Assistant à l'université Paris-IV en 1983, professeur d’études arabes et d’islamologie à l’Université de Provence Aix-Marseille en 1988, il est l’auteur d'articles sur l’exégèse coranique et la théologie musulmane de l’époque « classique ». Il accède à l'éméritat en 2008.

### Carrière
Il vit une trentaine d'années au couvent dominicain du Caire, qui inclut l'Institut dominicain d'études orientales. Pendant une longue partie de sa carrière, il travaille en collaboration étroite avec Georges Chehata Anawati. Selon Dominique Avon, il fit partie, avec Régis Morelon et Emilio Platti, du « trio qui porta intellectuellement l'Institut » à la suite d'Anawati.
Il est l'auteur de plus de 150 articles en islamologie lus par plus de 50 000 personnes d'après son compte Academia en 2023. Il siège au conseil de direction de la revue de référence en études orientales, Arabica.
Il contribue aussi à la linguistique par sa maîtrise de dizaines de langues et dialectes ainsi qu’à des questions d’étymologie arabe. Il est un des derniers locuteurs du latin.

### Suicide
Il met fin à ses jours le 15 mars 2025 à Aix-en-Provence à l'âge de 85 ans,. Son suicide par intoxication médicamenteuse serait lié à un différend avec le grand-père maternel d'Émile Soleil, un enfant disparu puis trouvé mort dans des circonstances non élucidées. Son grand-père reprochait vivement au religieux, intime de la famille, d'avoir donné à la presse une photo des parents de l'enfant qu'il avait lui-même baptisé en 2020. À la demande du grand-père, l'archevêque d'Aix-en-Provence, Christian Delarbre, avait interdit à Claude Gilliot en octobre 2023 d'exercer son ministère dans la chapelle des Pénitents gris fréquentée par la famille d’Émile, ce dont le prêtre, qui officiait là depuis vingt ans, avait été très affecté,.  
Le procureur de la République d'Aix-en-Provence confirme le 1er avril 2025 le décès par suicide de Claude Gilliot, qui avait été mis en doute par le diocèse les 25 et 26 mars, et annonce qu'il ne sera procédé à aucune enquête en l'absence de lien entre le prêtre et la mort d'Émile Soleil.

## Contribution à l'étude de l'islam

### Formation du Coran
Son principal domaine de recherche est l'étude de la formation du Coran. Il situe le rôle de Mahomet comme un interprète et un commentateur d'une tradition préexistante, au sein d'une communauté foncièrement eschatologique. Il montre que Mahomet prévaut sur les autres mouvements qui lui sont contemporains par son discours supra-tribal et supra-local.
Il établit que les passages mécquois du Coran ont été composés dans un groupe juif et chrétien. Il établit certains aspects déterminants de la vie du prophète.

### Exégèse coranique
Son ouvrage sur le commentaire du Coran de Tabari étudie son esprit et sa méthode. Il montre qu'il s'agit d'un « moment de l’institutionnalisation de l’Islam ». Il analyse le « fonctionnement interne du travail de l’exégète » à travers la figure de Tabari, en se concentrant sur son commentaire coranique.
La grande quantité d'articles qu'il a produit couvre des thèmes variés. Par exemple, sur L'exégèse du Coran en Asie centrale et au Khorassan. Dans cette lignée, il publie sur la figure de al-Ḍaḥḥāk ibn Muzāḥim al-Hilālī (d. 106/724), exégète et guerrier.

### Éducation en islam
Il écrit sur l'éducation dans le monde islamique, en publiant un ouvrage « Éducation et apprentissage dans le monde islamique des débuts », étudiant les aspects de la tradition orale en Islam, les chaines de transmission (isnad), avec une introduction importante pour ce domaine de recherche.

## Publications
- Exégèse, langue, et théologie en Islam: l'exégèse coranique de Tabari (m. 311/923), Paris, Librairie philosophique Vrin, 1990, 320 p. (ISBN 9782711610334 et 2711610330)
- (en) Education and learning in the early Islamic world, Ashgate/Variorum, coll. « The Formation of the classical Islamic world » (no 43), 2012, 410 p.[22].
- (de) « Kontinuität und Wandel in der « klassischen » islamischen Koranauslegung (II./VIII.-XII./XIX. Jh.) », Der Islam, vol. 85,‎ 2010, p. 1-155 (DOI 10.1515/ISLAM.2010.001)
- « Les sciences coraniques chez les Karrāmites du Khorasan: Le Livre des Fondations », Journal asiatique, vol. 288,‎ 2000, p. 15–81
- « Langue et Coran: Une lecture syro-araméenne du Coran », Arabica, vol. 3,‎ 2003, p. 381–393 (lire en ligne)
- Muhammad, Le Coran et les « Contraintes de l'histoire »,  dans Stefan Wild (ed.): The Qur'an as Text, Brill, Leiden 1996, p. 3–26.
- « Muqātil, grand exégète, traditionniste théologien maudit », Journal asiatique 1/2 (1991), p. 39–92.